# 1685
1685 (MDCLXXXV) a fost un an obișnuit al calendarului gregorian, care a început într-o zi de sâmbătă.

## Evenimente
- 6 februarie: James Stuart, Duce de York devine Iacob al II-lea al Angliei, Scoției și Irlandei (până în 1688), succedându-l pe fratele său, Carol al II-lea (1630–1685), rege al Angliei, Scoției și Irlandei.
- 11 iunie: Rebeliunea lui Monmouth: James Scott, I Duce de Monmouth, fiul nelegitim al regelui Carol al II-lea al Angliei, Scoției și Irlandei debarcă la Lyme Regis, cu o forță de invazie adusă din Țările de Jos să conteste Coroana Angliei ocupată de unchiul său, Iacob al II-lea.
- 20 iunie: Rebeliunea lui Monmouth: James Scott, I Duce de Monmouth se autodeclară la Taunton rege și moștenitor al regatului tatălui său ca Iacob al II-lea al Angliei și Irlandei și Iacob al VII-lea al Scoției.
- 6 iulie: Rebeliunea lui Monmouth: Bătălia de la Sedgemoor: armatele regelui Iacob al II-lea al Angliei a înfrânt forțele rebele conduse de James, Duce de Monmouth și l-au capturat pe Duce la scurt timp după bătălie.
- 15 iulie: James Scott, I Duce de Monmouth este executat la Tower Hill, Londra, Anglia.
- 18 octombrie: Ludovic al XIV emite Edictul de la Fontainebleau, prin care a revocat Edictul de la Nantes și declară protestantismul ilegal, lipsind astfel hughenoți de drepturi civile.

### Nedatate
- Ludovic al XIV-lea al Franței se căsătorește cu Madame de Maintenon într-o ceremonie secretă.

## Nașteri
- 23 februarie: Georg Friedrich Händel, compozitor englez născut în Germania, reprezentant important al barocului târziu (d. 1759)
- 12 martie: George Berkeley, episcop irlandez cu descendență engleză, filozof reprezentant al empirismului (d. 1753)
- 31 martie: Johann Sebastian Bach, compozitor german, reprezentant al barocului târziu (d. 1750)
- 30 iunie: John Gay, scriitor englez (d. 1732)
- 18 august: Brook Taylor, matematician englez (d. 1731)
- 1 octombrie: Carol al VI-lea, Împărat al Sfântului Imperiu Roman (d. 1740)
- 26 octombrie: Domenico Scarlatti, compozitor italian care și-a petrecut mare parte din viață în Portugalia și Spania, reprezentant de seamă al barocului târziu (d. 1757)

## Decese
- 6 februarie: Carol al II-lea al Angliei, 54 ani (n. 1630)
- 22 martie: Împăratul Go-Sai al Japoniei, 47 ani (n. 1638)